# 斯文茨揚高地
斯文茨揚高地是白俄羅斯的高地，位於維捷布斯克州和明斯克州，長120至130公里、寬35至45公里，面積2,700平方公里，最高點海拔高度228米，是普里皮亞季河和尼曼河之間的分水嶺。